# Safipur
Safipur é uma cidade e uma nagar panchayat no distrito de Unnao, no estado indiano de Uttar Pradesh.

## Geografia
Safipur está localizada a 26° 44′ N, 80° 21′ L. Tem uma altitude média de 129 metros (423 pés).

## Demografia
Segundo o censo de 2001, Safipur tinha uma população de 22,402 habitantes. Os indivíduos do sexo masculino constituem 52% da população e os do sexo feminino 48%. Safipur tem uma taxa de literacia de 46%, inferior à média nacional de 59.5%: a literacia no sexo masculino é de 53% e no sexo feminino é de 38%. Em Safipur, 17% da população está abaixo dos 6 anos de idade.